# Зборівська битва (1649)
Зборівська битва (1649) (5 (15) серпня — 6 (16) серпня 1649 року) — переможна битва українського козацького війська під проводом Богдана Хмельницького над коронним польським військом під командуванням короля Яна II Казимира під Зборовом.

## Передумови
Після тяжких поразок протягом 1648 року коронна армія, порушивши перемир'я, навесні 1649 року рушила в Україну.Урядове командування вирішило одночасно напасти на українські війська з фронту і з тилу. З цією метою литовський князь, польний гетьман литовський Януш Радзивілл дістав наказ рухатися через Білорусь і зайняти Київ.
Українське козацьке військо у червні 1649 року розпочало наступ у двох напрямках: основні сили під проводом Богдана Хмельницького йшли на Захід, а частина козацьких полків на чолі з полковником Михайлом Станіславом Кричевським виступила на Полісся, щоб запобігти фланговому удару литовського війська. На допомогу Б. Хмельницькому прибув загін кримських татар на чолі з ханом Іслям-Гераєм ІІІ.
У червні 1649 року козаки зі змінним успіхом протистояли передовим частинам коронної армії, які очолював Ярема Вишневецький, і оточили ворожі війська у Збаразькому замку. На підмогу обложеним з-під Любліна вирушило 30-тисячне військо, очолюване королем Яном II Казимиром.
Дізнавшись про це через розвідників, Б. Хмельницький, для продовження облоги фортеці залишив частину військ під командуванням генерального обозного Івана Черняти під Збаражем, а сам з головними силами виступив назустріч королівській армії. Основні сили повстанських і урядових військ зустрілися під Зборовом на річці Стрипі.

## Хід битви

схема Зборівської битви

5 (15) серпня, менше ніж за день їзди від Збаража, під час переправи через річку Стрипу, коронне військо зненацька атакували супротивники. Армія Яна II Казимира не була готовою до бою і, коли почався наступ, частина війська саме обідала. Втративши у бою близько 4000 вояків, король, німецькі найманці та артилерія (приблизно 15 гармат різного калібру) переправилися через річку Стрипу і розпочали будувати табір.

### Перша фаза битви
Місце для табору було вдалим для оборони. Річка Стрипа загороджувала війська короля з трьох боків, а 3 мости з'єднували королівський табір зі стародавніми оборонними спорудами Зборова. Козаки, виставивши ряд гармат, обстрілювали табір. Козацька артилерія, що складалася з гармат, здобутих в урядових гарнізонах за рік до того, була досить сильною, щоб обстрілювати табір з одного кінця до іншого. В таборі розпочалася паніка, вояки ховалися у вози і під вози, а король власноручно виганяв їх звідти палашем.
В ніч з 15 на 16 серпня коронні війська збудували ряд земляних укріплень у найнезахищеніших частинах табору, однак до ранку не вдалося закінчити вал у північній його частині. Вранці козаки атакували табір у цьому місці та місто Зборів. Вони прорвалися у табір і в місто, однак закріпитися тут не змогли.

### Завершальна фаза битви
Наступну атаку розпочали кримські татари. Земляні вали не змогли зупинити наступу, козаки разом з татарами вдерлися до табору. Завдяки контратаці німецьких найманців королю вдалося запобігти розгрому. У цей час ситуація в королівському таборі стала критичною. Нестача людей і провіанту не давала надії на утримання позицій, не кажучи вже про перемогу. Ян ІІ Казимир розпочав переговори з кримським ханом, який не зацікавлений у перемозі й посиленні Хмельницького. Після переговорів укладена угода, в якій король пообіцяв кримським татарам виплатити велику суму упоминків і дозволив брати ясир та грабувати українські землі на шляху до Криму. Не маючи можливості одночасно воювати проти усіх військ, Хмельницький під тиском хана змусили розпочати переговори і укласти з королем Речі Посполитої Зборівський договір.

## Наслідки
Зборівський договір формально визнавав козацьке управління південно-східними територіями Речі Посполитої, однак не задовільняв потреб українських селян, що воювали разом з козаками. Як виявилося пізніше, місцева шляхта і римо-католицьке духовенство, які в результаті договору втрачали свій вплив та власність в Україні, не збиралися виконувати його умови.

## Пам'ять

пам'ятний знак біля могили
пам'ятний камінь поруч із могилою

## У літературі та мистецтві
Один з перших віршів, «Klar męstwa», присвятив Ян Бялобоцький. Події другого тому трилогії «Присмак волі» Володимира Кільченського під назвою «Вітри сподівань» охоплюють період від битви під Зборовом, коли українському і кримському військам вдалося перекинути на лопатки польських шляхтичів короля Яна II Казимира, і до жорстокої поразки козаків під Лоевом.
Справжньою гордістю і своєрідною візиткою міста Зборів є Діорама в музеї «Зборівська битва». Твір розміром 100 х 300 см історичної битви висвітлює вирішальний момент. Автор діорами — видатний український живописець Заслужений художник України Степан Нечай, в співавторстві з художниками — дружиною Світланою Нечай-Сорокою та Аркадієм Сорокою.

Жан-П'єр Норблен де ля Ґурден. Битва під Зборовом. 1780 (?)